# 前厄爾格魯本峰

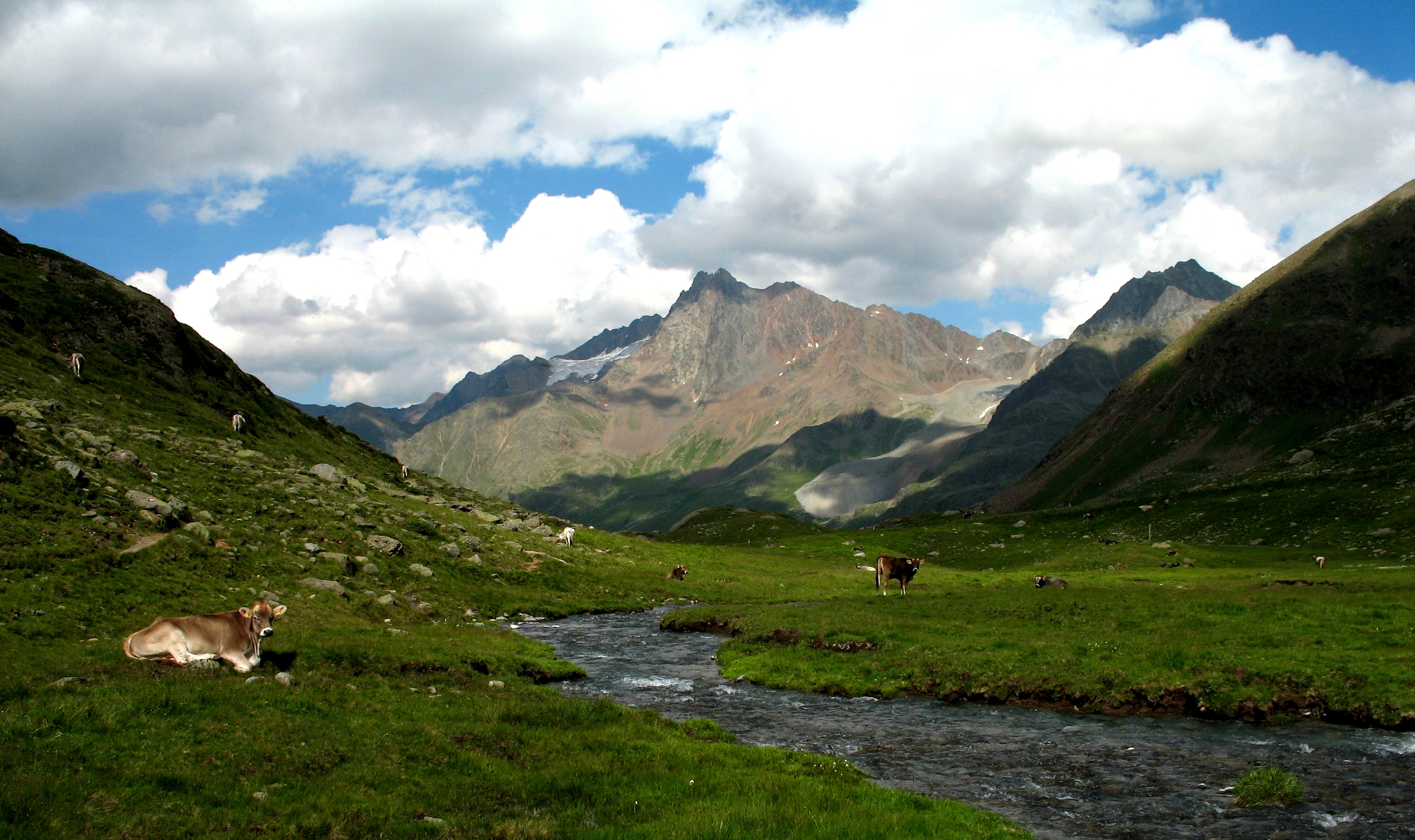

46°54′29″N 10°46′25″E / 46.90806°N 10.77361°E
前厄爾格魯本峰（德語：Vordere Ölgrubenspitze），是奧地利的山峰，位於該國西部，由蒂羅爾州負責管轄，屬於奧茲塔爾阿爾卑斯山脈的一部分，海拔高度3,456米，人類在1876年首次登頂。